# 苯丁酰脲
苯丁酰脲（INN：pheneturide；商品名包括Benuride、Deturid、Pheneturid、Septotence、Trinuride）是脲类抗惊厥药。从概念上讲，它可以作为苯巴比妥的代谢降解产物在体内形成。它被认为已过时，现在很少使用。它在欧洲各国销售，包括波兰、西班牙和英国。与苯乙酰脲相比，苯丁酰脲具有相似的抗惊厥活性和毒性。因此，它仅在其他毒性较小的药物失败的严重癫痫病例中使用。苯丁酰脲抑制新陈代谢，从而增加其他抗惊厥药（如苯妥英）的水平。